# Multipart formátum
A multipart formátum a hírlevelek egyik formátumának a megnevezés.
3 fajta variációja ismert a hírlevél formátumoknak, ezek a következők: TEXT, HTML, és Multipart formátum.
A multipart formátum, a HTML és a TEXT, ötvözete. Azaz a Multipart levél tartalmazza a sima, szöveges hírlevél (TEXT) és a HTML verzióját is.
A multipart leveleket azért részesítik előnyben a marketingesek, mert a feladók nem tudják, hogy a címzettek milyen levelező rendszerrel rendelkeznek, azaz, melyik hírlevél formátumot tudja kezelni a fogadó fél e-mail kliense. A multipart formátumot azonban minden levelező kezelni tudja, így ha a levelező csak TEXT formátumot tud kezelni, akkor azt fogja megnyitni, ha támogatja a HTML verziót a levelező rendszer, akkor pedig a HTML verziót fogja megnyitni.
Multipart formátumú hírleveleket azért is érdemes küldeni, mert ezeknek a leveleknek van TEXT, azaz szöveges tartalma is, ami a SPAM szűrök vizsgálata során az egyik vizsgálati szempont. Ha egy levélnek van szöveges tartalma, akkor az csökkenti a SPAM Archiválva 2013. június 9-i dátummal a Wayback Machine-ben-be kerülés esélyét